# Eagle Grove
Eagle Grove é uma cidade localizada no estado americano de Iowa, no Condado de Wright.

## Demografia
Segundo o censo americano de 2000, a sua população era de 3712 habitantes.
Em 2006, foi estimada uma população de 3455, um decréscimo de 257 (-6.9%).

## Geografia
De acordo com o United States Census Bureau tem uma área de
10,3 km², dos quais 10,3 km² cobertos por terra e 0,0 km² cobertos por água. Eagle Grove localiza-se a aproximadamente 340 m acima do nível do mar.

## Localidades na vizinhança
O diagrama seguinte representa as localidades num raio de 16 km ao redor de Eagle Grove.